# 유혹 (1995년 드라마)
《유혹》은 1995년 2월 17일에 MBC에서 방영한 베스트극장이다.

## 줄거리
준혁은 서른다섯 살된 광고 대행사 이벤트부 차장으로, 사랑하는 아내와 두 아이를 가진 조용한 일상을 사랑하는 평범한 남자다. 어느날 그는 운명처럼 스물여섯된 야릇한 향기를 가진 행사 나레이터 모델 혜진을 만나게 되고, 혜진에게 매료된 준혁은 그녀의 장난 같은 유혹에 맥없이 무너져 버린다. 두 사람의 여행이 계속되던 날 아이의 사고로 그들의 관계가 밝혀지고, 고민 끝에 준혁은 시골 허름한 성당에서 혜진과 결혼식을 올린다. 그러나 두 사람의 새로운 일상은 또 다시 두 사람을 옭아맨다.

## 등장 인물

### 주요 인물
- 송영창 : 김준혁 역
- 이유신 : 민혜진 역
- 견미리

### 그 외 인물
- 박경순
- 이형진
- 차광수
- 유준석
- 김인수
- 송경희
- 장연식
- 조민기
- 최재형
- 김세민
- 김지연
- 강진혁